# خمسی‌شکل‌ها

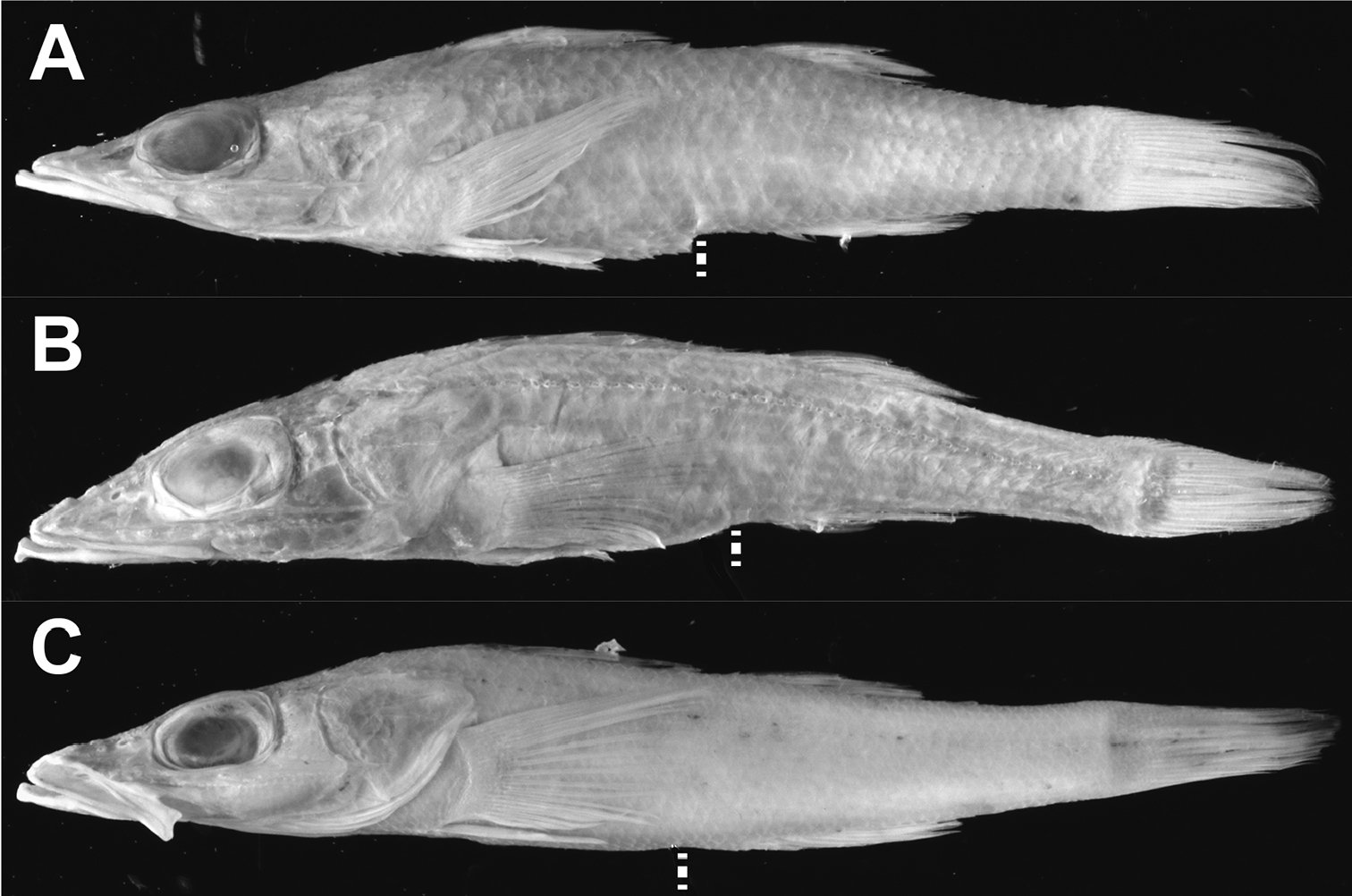
خمسی شکل‌ها (parabembars)

خمسی‌شکل‌ها (نام علمی: Parabembras) نام یک سرده از راسته عقرب‌ماهی‌سانان است.